# Parc nacional de Mathàkhela
El Parc nacional de Mathàkhela és un parc nacional a Adjària, a la vall del riu Matxakhelistskali. Té una superfície total de 8733 ha.
El parc va ser fundat el 2012 i preveu la preservació de la biodiversitat biològica i paisatgística única, la protecció a llarg termini de l'ecosistema dels boscos còlquics, la seguretat ecològica i el turisme natural i ambiental i les activitats recreatives.
La regió del parc nacional de Mathàkhela presenta ruïnes de fortaleses a la regió històrica de Matxàkheli, ponts d'arc i premses de vi. Des dels vessants de la muntanya Mtavarangelozi hi ha vistes del congost de Batum i Mathàkhela.
El centre de visitants del parc es troba al poble Atxarissàgmarti, al municipi de Khelvàtxauri.